# Civil War (groupe)
Pour les articles homonymes, voir Civil War.

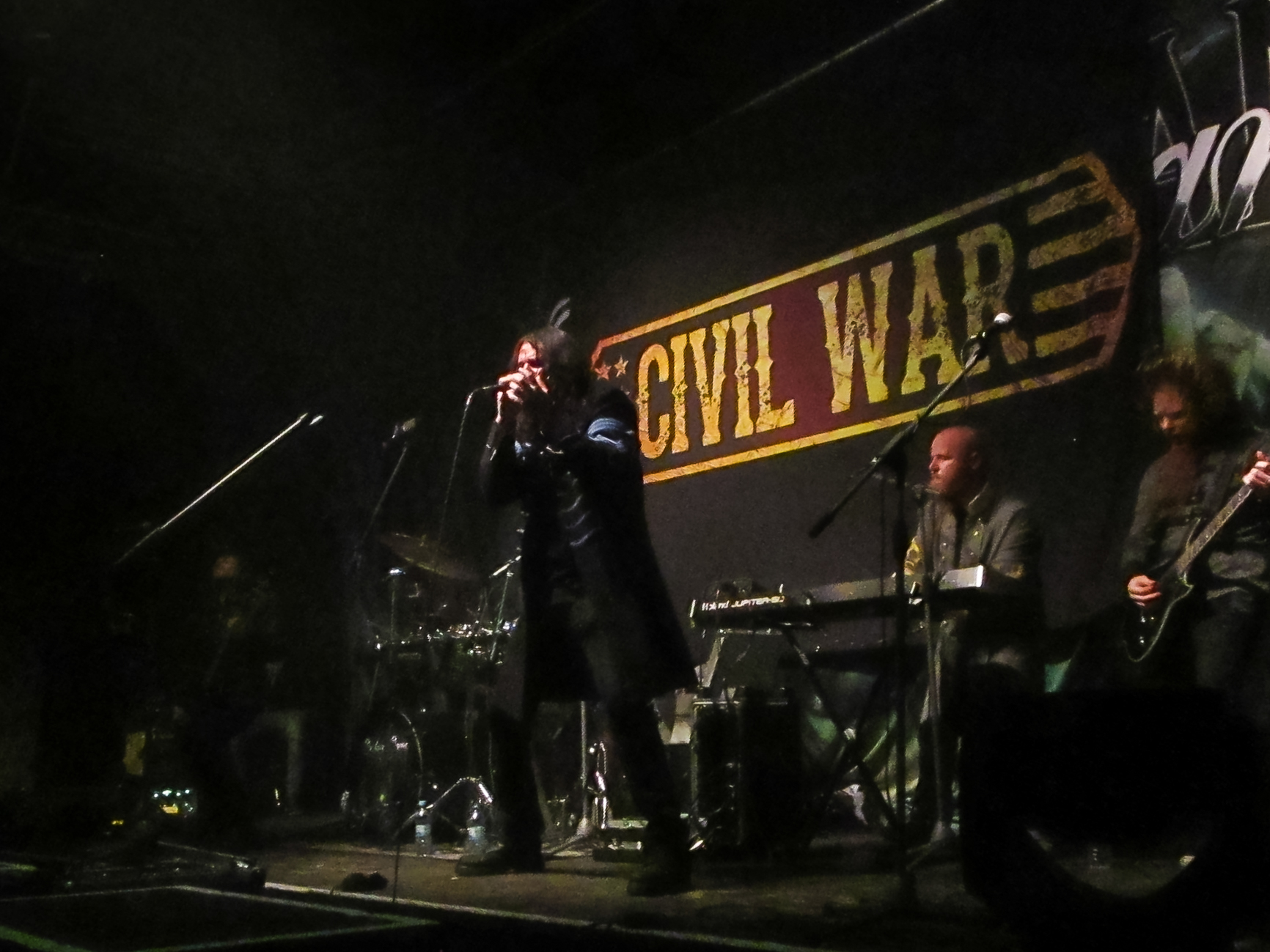
photo du groupe Civil War en concert à Geiselwind (30/10/2015)

Civil War est un groupe de power metal suédois, originaire de Falun, en Dalécarlie. Il est formé en 2012 par d'anciens membres du groupe Sabaton.

## Biographie

### Origines (2012)
En 2012, peu avant la sortie de l'album Carolus Rex, le groupe Sabaton se sépare et 4 de ses membres décident de quitter le groupe précipitamment pour fonder le leur. Ainsi est né Civil War. Dans une interview du 7 mai 2014, Joakim Broden, chanteur de Sabaton explique les raisons de ce split. Il semblerait que, en plus de tensions internes au groupe, le groupe s'est séparé en raison de la trop grande fréquence de tournées du groupe. Ce serait pour cela que quatre de ses membres ont quitté le groupe pour créer Civil War.
Les quatre ex-Sabaton membres fondateurs de ce groupe sont les guitaristes Rickard Sunden et Oskar Montelius, le claviériste Daniel Myhr, et le batteur Daniel Mullback. Ils sont vite rejoints par le bassiste Stefan « Pizza » Eriksson, et le chanteur Nils Patrick Johansson, au timbre de voix similaire de celui de Ronnie James Dio.

### Premiers albums (2012–2016)
Le groupe publie son premier EP éponyme en 2012 (Civil War), puis son premier album l'année suivante, The Killer Angels, qui est signé chez Despotz Records. Pour ce premier album, le disque est certifié disque d'or en Suède avec plus de 20 000 disques vendus .
Suivront les albums Gods and Generals en 2015, et The Last Full Measure en 2016, publiés par un label plus important, Napalm Records. Ces derniers albums, bien accueillis par la presse et les fans, participent au succès grandissant du groupe, en faisant leur rentrée dans plusieurs charts européens. En 2015, le groupe joue en première partie de Powerwolf sur une partie de leur tournée européenne.

### Nouveaux membres (depuis 2016)
En décembre 2016, le chanteur Nils Patrick Johansson annonce son départ du groupe à la surprise générale, très peu de temps après la sortie de l'album The Last Full Measure. Peu de temps avant, le bassiste Stefan Eriksson et le guitariste Oskar Montelius avaient également quitté le groupe.
Le 11 janvier 2017, le groupe annonce le nom de son nouveau chanteur. C'est l'américain Kelly Sundown, également chanteur du groupe français Adagio qui obtient le poste. Malgré le changement de chanteur, le groupe maintient toutes les dates de la tournée annoncée dont la participation à de grands festivals metal européens, comme le RockHarz en Allemagne.
Rikard Sundén quitte le groupe, et est remplacé par Thobbe Englund, l'ancien guitariste de Sabaton, avant l'enregistrement du nouvel album.
En 2022, après six ans de silence studio, le groupe sort un nouvel album studio nommé Invaders.
Le 9 février 2024, il a été annoncé que Thobbe Englund rejoint Sabaton après que le guitariste Tommy Johansson a annoncé qu'il quittait le groupe. Englund a posté sur la page Instagram de Civil War qu'il serait toujours actif avec Civil War, faisant de lui le seul membre actif dans les deux groupes.
Le 2 avril 2024, le groupe annonce via son compte Instagram le départ du chanteur Kelly Sundown Carpenter.

## Style musical et thèmes
Le groupe joue un heavy metal ou power metal qualifié d'épique, et qui est souvent comparé au style pratiqué par Sabaton, leur ancien groupe, à juste raison. Le groupe est connu pour se doter sur ses couvertures d'albums d'une imagerie guerrière, associée à la guerre de sécession américaine.
Les paroles, elles, traitent souvent de thèmes historiques variés, de guerres célèbres, d'anecdotes historiques internes à de grandes batailles diverses ou de grands personnages historiques (William Wallace dans le titre Braveheart, Oskar Schindler dans Schindler's Ark, Saint Patrick dans Saint Patrick's Day, Lord Nelson dans Admiral Over Oceans ou Napoléon Bonaparte dans I Will Rule the Universe).

## Membres

### Membres actuels
- Thobbe Englund — guitare (depuis 2020)
- Daniel Mÿhr — claviers (depuis 2012)
- Daniel Mullback — batterie (depuis 2012)
- Petrus Granar — guitare (depuis 2014)

### Anciens membres
- Kelly Sundown Carpenter – chant (2017-2024)
- Nils Patrik Johansson — chant (2012–2016)
- Oskar Montelius — guitare solo, guitare rythmique, chœurs (2012–2015)
- Stefan « Pizza » Eriksson — basse (2012–2015)
- Rikard Sundén __ guitare (2012-2020)

## Discographie
- 2012 : Civil War (EP)
- 2013 : The Killer Angels
- 2015 : Gods and Generals
- 2016 : The Last Full Measure
- 2022 : Invaders